# Ignace Philippe Semmelweis
Ignaz Philipp Semmelweis (en hongrois : Semmelweis Ignác Fülöp), né le 1er juillet 1818 à Buda (qui fait aujourd'hui partie de Budapest en Hongrie) et mort le 13 août 1865 à Döbling près de Vienne, est un médecin obstétricien hongrois qui œuvra pour l'hygiène des mains.
Il démontra l'utilité du lavage des mains après la dissection d'un cadavre, avant d'effectuer un accouchement. Il démontra également que le lavage des mains diminuait le nombre des décès causés par la fièvre puerpérale des femmes après l'accouchement. Jusqu'alors les médecins accoucheurs essayaient en vain de comprendre d'où venaient les fièvres en faisant de nombreuses autopsies. Les thèses de Semmelweis furent violemment rejetées par ses pairs refusant d'admettre que leurs actions étaient à l'origine d'une surmortalité. Semmelweis fut finalement interné dans un asile où il mourut dans des circonstances troubles, probablement battu par les gardiens.

## Biographie

### Formation
Cinquième enfant d'un épicier prospère d'origine allemande, Ignace Semmelweis naît à Tabán, alors le vieux quartier commerçant serbe (Rácváros) de Buda. Il étudie d'abord au lycée catholique (Egyetemi Katolikus Gimnázium) de Buda, puis, de 1835 à 1837, continue ses études à l'université de Pest, où il obtient une licence en droit. Son père souhaitant qu'il poursuive dans cette voie pour devenir avocat militaire au service de l'administration autrichienne, il se rend à Vienne, à l'automne 1837, pour s'inscrire à la faculté de droit. Peu après son arrivée, il assiste, à l'hôpital de cette ville, à l'autopsie d'une femme morte de fièvre puerpérale, ce qui décide de sa vocation. Il s'inscrit alors à la faculté de médecine, sans apparente opposition de ses parents.
Affecté par les railleries de ses camarades autrichiens qui se moquent de son accent hongrois, Semmelweis retourne à Pest en 1839 à l'issue de sa première année pour y poursuivre ses études médicales. Mais déçu par les conditions archaïques qui règnent alors dans cette université, il revient à Vienne, en 1841, s'inscrivant à ce qui allait être connu sous le nom de Seconde École de Médecine de Vienne. Cet établissement combine l'étude en laboratoire et la pratique au chevet du malade, et devint un des centres majeurs d'étude de la médecine pendant la seconde partie du XIXe siècle. Pendant ses deux dernières années, il a parmi ses professeurs Carl von Rokitansky, Joseph Škoda et Ferdinand von Hebra, avec lesquels il noue des liens étroits. À la recherche d'un sujet de thèse, il commence à s'intéresser aux plantes médicinales et à leur classification et rédige un mémoire sur La Vie des plantes où il expose leurs vertus thérapeutiques.
Semmelweis soutient cette thèse portant sur la botanique, au début de 1844, et, son diplôme obtenu, il reste à Vienne pour suivre de nouveau un cours de deux mois en obstétrique pratique, spécialité pour laquelle il reçoit une maîtrise. Il complète sa formation chirurgicale et passe presque quinze mois (d'octobre 1844 à février 1846) à étudier avec Škoda les méthodes de diagnostic et les statistiques. Après quoi il devient médecin assistant au premier service d'obstétrique de l'hôpital général de Vienne, où se dispense l'enseignement hospitalier de l'université.

### Découverte de l'importance de l'hygiène

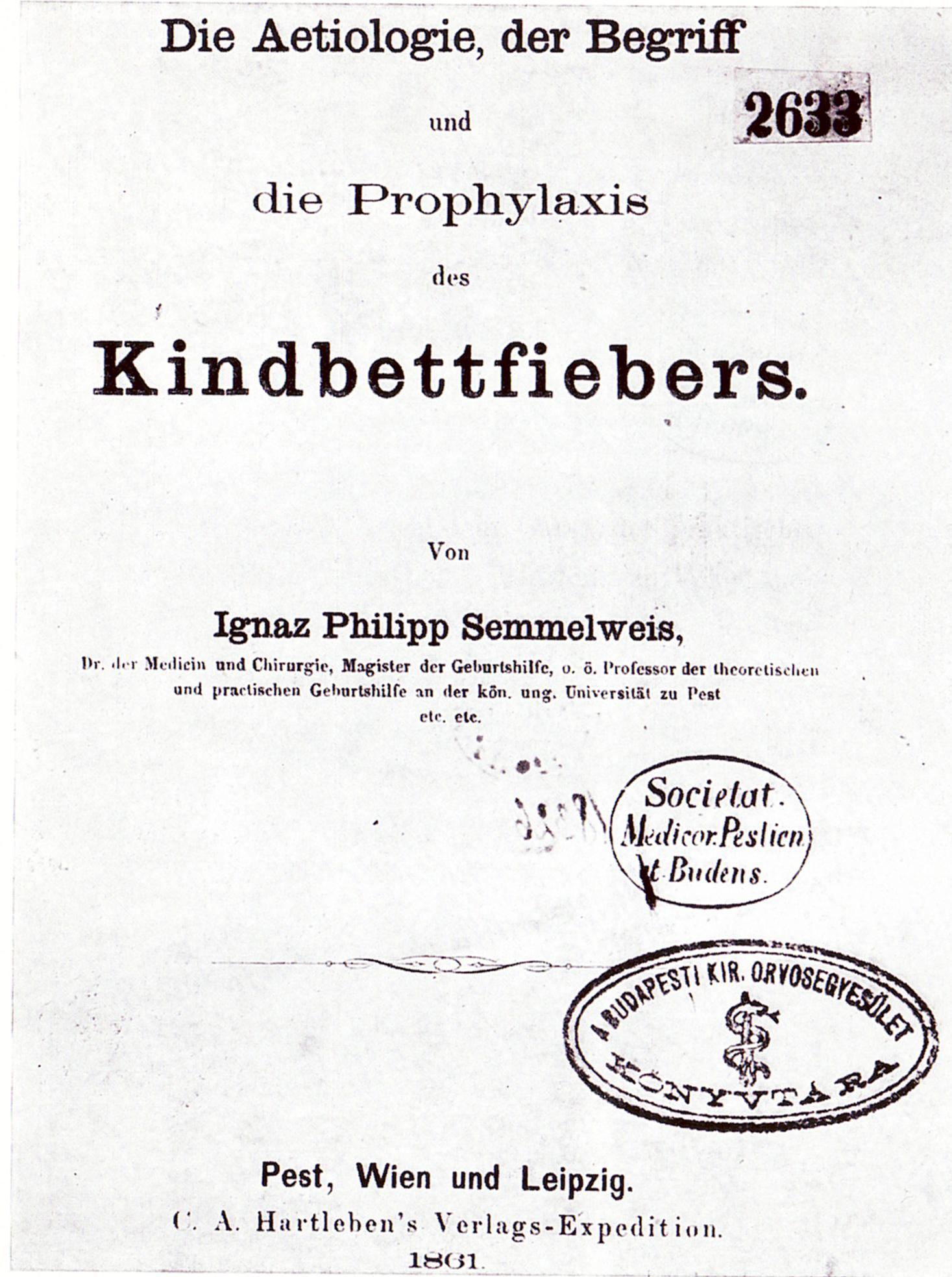
Page de garde de l'œuvre majeure de Semmelweis : L'étiologie, la signification et la prophylaxie de la fièvre puerpérale, 1861.

C'est là que Semmelweis commence à étudier les causes de la fièvre puerpérale, malgré la résistance de ses supérieurs qui croient impossible de la prévenir, l'attribuant au confinement, à la promiscuité, à la mauvaise aération ou au début de la lactation. En juillet 1846, Semmelweis est nommé chef de clinique dans ce même service, dirigé alors par le professeur Johann Klein (en) (1788-1856).

« Voici ce que disait en juillet 1846 le rédacteur du Medico-chirurgical Review « Les faits qui témoignent en faveur de la contagion sont tellement probants, les conséquences qui résultent de l'absence de précautions sont si effrayantes que nous croyons justiciable de nos tribunaux criminels le médecin qui continue à faire des accouchements quand un seul cas évident de fièvre puerpérale s'est montré dans sa clientèle. Une femme a confié sa vie à son habileté, à son honneur, et il ne craint pas d'en approcher alors qu'il porte sur lui ce que les plus sages de sa profession regardent comme un poison mortel. Ce n'est pas à l'humanité de son médecin, c'est à sa propre idiosyncrasie que la femme qui y échappe doit son salut.
Les médecins transmettent peut-être à leur insu d'autres maladies, mais ici leur intervention est si évidente, les conséquences sont si fatales que tout homme possédant un reste de conscience doit éviter cette terrible responsabilité au prix de tous les sacrifices. De simples ablutions ne suffisent pas plus que le changement d'habits, il faut, pour plusieurs mois, abandonner la pratique des accouchements. »

— Des maternités : étude sur les maternités et les institutions charitables d'accouchement à domicile dans les principaux États de l'Europe, Dr Léon Le Fort, 1866
Parmi ses nombreuses tâches, le problème le plus pressant qui se pose à lui est le taux de 13 % de mortalité maternelle et néonatale due à la fièvre puerpérale. En avril 1847, ce taux atteignit 18 %. Le fait est connu, et bien des femmes préfèrent accoucher dans la rue plutôt qu'à l'hôpital. Curieusement, le deuxième service, dirigé par le professeur Bartsch, a, pour la même maladie, un taux de mortalité de 3 % seulement, alors que ces deux services sont situés dans le même hôpital et emploient les mêmes techniques. Le recrutement des soignants en est a priori identique, puisque l'admission dans l'un ou l'autre des services est basée sur le jour de la semaine. La seule différence est le personnel qui y travaille : le premier sert, comme cela a été dit plus haut, à l'instruction des étudiants en médecine, tandis que le second a été choisi, en 1839, pour la formation des sages-femmes.
Semmelweis émet plusieurs hypothèses, successivement réfutées par ses observations ou ses expériences : une épidémie, l'atmosphère putride (ce qui semble le plus sensé dans la conception médicale de l'époque), puis le régime alimentaire ou des soins différents. Il va même jusqu'à penser que les actes médicaux réalisés par les étudiants (qui œuvrent dans cette première clinique) sont de mauvaise qualité, ou encore que la position lors de l'accouchement, différente dans les deux endroits, influe sur le nombre de décès.

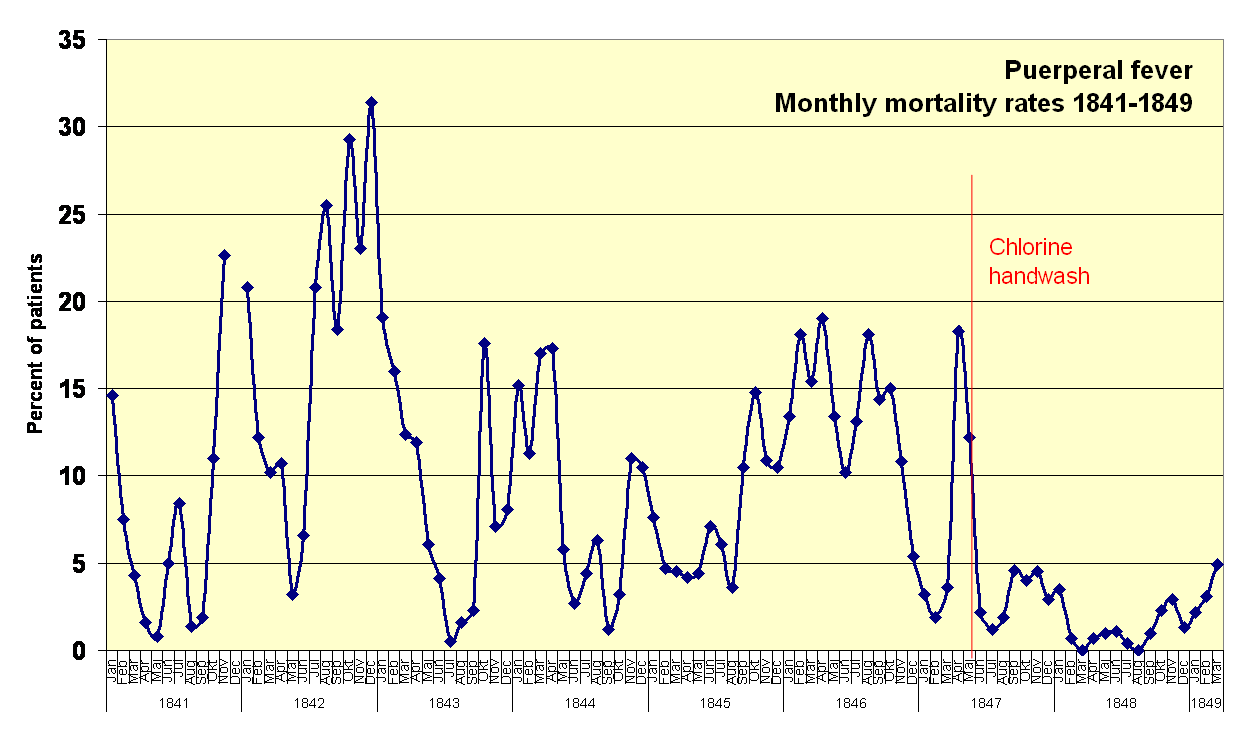
Taux de mortalité par fièvre puerpérale avant et après utilisation d'hypochlorite de calcium.

C'est en 1847, que la mort de son ami Jakob Kolletschka (en), professeur d'anatomie, lui ouvre enfin les yeux : Kolletschka meurt d'une infection après s'être blessé accidentellement au doigt avec un scalpel, au cours de la dissection d'un cadavre. Sa propre autopsie révèle une pathologie identique à celle des femmes mortes de la fièvre puerpérale. Semmelweis voit immédiatement le rapport entre la contamination par les cadavres et la fièvre puerpérale, et il étudie de façon détaillée les statistiques de mortalité dans les deux cliniques obstétriques. Il en conclut que c'étaient lui et les étudiants qui, depuis la salle d'autopsie, apportent sur leurs mains les particules de contamination aux patientes qu'ils soignent dans la première clinique. À l'époque, la théorie des maladies microbiennes n'a pas encore été formulée, c'est pourquoi Semmelweis conclut que c'est une substance cadavérique inconnue qui provoque la fièvre puerpérale. Il prescrit alors, en mai 1847, l'emploi d'une solution d'hypochlorite de calcium pour le lavage des mains entre le travail d'autopsie et l'examen des patientes ; le taux de mortalité chute de 12 % à 2,4 %, résultat comparable à celui de la deuxième clinique.
Il demande que ce lavage à l'hypochlorite soit étendu à l'ensemble des examens qui mettent les médecins en contact avec de la matière organique en décomposition. Le taux de mortalité chute alors encore, pour atteindre 1,3 %.

### Rejet par l'institution médicale
Malgré un résultat aussi spectaculaire, Semmelweis refuse de communiquer officiellement sa méthode aux cercles savants de Vienne. Il n'a pas envie non plus de l'expliquer sur le papier, et c'est Ferdinand von Hebra qui, finalement, écrit deux articles expliquant l'étiologie de la fièvre puerpérale et recommandant expressément l'usage de l'hypochlorite de calcium en prévention. Mais, bien que des médecins étrangers et les principaux membres de l'École viennoise aient été impressionnés par cette découverte, les articles n'apportent pas un large soutien à Semmelweis. Ses observations vont contre l'opinion qui prévaut alors chez les scientifiques, lesquels (parmi d'autres opinions qui sont, elles aussi, abandonnées par la suite) attribuent les maladies à un déséquilibre dans le corps des « quatre humeurs fondamentales », une théorie connue sous le nom de dyscrasie. Le protocole de lavage des mains prôné dans les articles est lourd : il doit durer au moins cinq minutes et utilise une solution à base de chlore qui pouvait être irritante. De plus, les médecins n'ont aucune envie d'avouer qu'ils étaient responsables de tant de morts.
Semmelweis donnera son nom à l'effet Semmelweis, décrit comme une tendance naturelle à rejeter de nouvelles preuves ou de nouvelles connaissances parce qu'elles vont à l'encontre des normes, des croyances ou des paradigmes précédemment établis.
En 1848, Ignace Semmelweis étend l'usage de son protocole prophylactique en faisant nettoyer tous les instruments entrant en contact avec les parturientes, et il montre, grâce aux statistiques, qu'il a réussi à presque éliminer la fièvre puerpérale de la salle d'hôpital, ce qui conduit Škoda à vouloir créer une commission officielle pour examiner et rendre publics ces résultats. Cette proposition est pourtant rejetée par le ministère de l'Instruction publique pour des raisons de querelles politiques au sein de l'université et de la bureaucratie gouvernementale, entre les libéraux battus de 1848 et les conservateurs venus au pouvoir. Irrité par les rapports favorables qui remettent indirectement en cause ses convictions et ses actes, Johann Klein refuse de renouveler la nomination de Semmelweis dans son service d'obstétrique, en mars 1849. Sans se laisser impressionner, Semmelweis pose sa candidature à un poste de professeur non rémunéré (privatdozent) en obstétrique, mais son passé de militant libéral est sans doute une des raisons qui font ajourner sa candidature. Pour démontrer la validité de ses conclusions cliniques, Semmelweis commence des expériences avec des animaux, assisté du physiologiste Ernst Brücke et avec l'accord de l'Académie des Sciences de Vienne.
Le premier compte rendu de la découverte de Semmelweis est publié par le professeur Ferdinand von Hebra, en décembre 1847, dans le Zeitschrift der kaiserlich-königlichen Gesellschaft der Ärzte zu Wien, suivi par un exposé supplémentaire du même médecin, en avril 1848. En octobre 1849, Škoda prononce un discours sur ce sujet à l'Académie Impériale et Royale des Sciences. Malheureusement, Semmelweis a négligé de corriger les papiers de ses deux amis, et les erreurs qu'ils commettent ont pu laisser croire qu'il soutient que la fièvre puerpérale est uniquement causée par un virus infectieux[Information douteuse]. On réussit pourtant enfin à convaincre Semmelweis qu'il doit présenter lui-même sa découverte Sur l'origine de la fièvre puerpérale à la communauté médicale de Vienne. Le 15 mai 1850, il donne une conférence devant l'Association des Médecins à Vienne sous la présidence de Rokitansky, discours suivi d'un second le 18 juin 1850. Au mois d'octobre suivant, il reçoit sa nomination de privatdozent en obstétrique, qu'il attendait depuis plus d'un an, mais le décret gouvernemental stipule qu'il doit enseigner avec un mannequin, condition qui lui paraît quelque peu humiliante. En butte à des difficultés financières, et peut-être aussi découragé, il quitte brusquement Vienne pour Pest, sans même avoir prévenu ses amis les plus proches. Cette décision hâtive anéantit ses chances de convaincre peu à peu les sceptiques viennois, alors qu'il dispose du soutien de partisans dévoués tels que Rokitansky, Škoda, Hebra et d'autres collègues encore.

#### Dans la littérature francophone
En 1853, cette expérience a été rapportée en France dans le Journal des connaissances médicales pratiques:

« Les fièvres puerpérales si communes dans les grands établissements nosocomiaux où les femmes
en couches sont réunies en grand nombre, ne cessent d'exciter la sollicitude des médecins. (...) voici les moyens que l'on emploie en Allemagne pour prévenir, autant que possible, les ravages de cette terrible maladie.
En 1847, la Zeitschrift der Wiener aerzte fit connaître les résultats d'une mesure hygiénique employée à la première clinique obstétricale de Vienne par le docteur J. Semelweis, accoucheur en second, dans le but de diminuer les ravages de la fièvre puerpérale. Cette mesure consistait à faire laver dans de l'eau chlorurée les mains de ceux qui exercent le toucher. Cette mesure était fondée sur ce que M. Semelweis crut reconnaître que la fièvre puerpérale était le produit d'une infection par des matières putrides dont les mains des élèves étaient le véhicule. Le résultat de cette mesure aurait été, d'après le compte-rendu du service de cet établissement, une diminution remarquable dans le chiffre de la mortalité. »

— Journal des connaissances médicales pratiques, 1853-10
Pour des raisons techniques, il est temporairement impossible d'afficher le graphique qui aurait dû être présenté ici.

« tous les élèves, médecins et sages-femmes étaient autrefois répartis également dans les deux services obstétricaux, et que la maladie régnait alors dans les deux cliniques avec une égale intensité. (...) à partir de 1836, la première clinique ayant été réservée aux médecins et la seconde aux sages-femmes, celle-ci ne perdit que peu d'accouchées, tandis que la mortalité fut énorme dans l'autre.
Ainsi, dans une année, la clinique des sages-femmes ne fournit que 32 décès et celle des médecins 600 sur un nombre presque pareil d'accouchemens. Les locaux furent échangés, et la mort accompagna cette dernière clinique dans le
local de la précédente.
L'auteur attribue cette immunité du service des sages-femmes à ce qu'elles ne sont pas, comme les élèves hommes, obligées de toucher aux cadavres. »

— Journal des connaissances médicales pratiques, 1853-10

### Retour en Hongrie
En Hongrie, Semmelweis est chargé de diriger la maternité de l'hôpital Saint-Roch à Pest de 1851 à 1857. Sa politique de lavage des mains et du matériel y abaisse à 0,85 % le taux de mortalité due à la fièvre puerpérale et ses idées sont bientôt acceptées dans toute la Hongrie, après qu'un décret gouvernemental a ordonné que ses méthodes prophylactiques soient appliquées partout.[réf. souhaitée]   Il se maria, eut cinq enfants et se constitua une importante clientèle privée. Il occupa la chaire d'obstétrique théorique et pratique à l'université de Pest en juillet 1855 et refusa, en 1857, l'offre qu'on lui faisait d'une chaire d'obstétrique à Zurich. Vienne, cependant, lui restait toujours complètement hostile.
En 1861, Semmelweis publie enfin sa découverte (14 ans après l'avoir faite) dans un livre, Die Ätiologie, der Begriff und die Prophylaxis des Kindbettfiebers, volume de près de 500 pages, mêlant données épidémiologiques et considérations caustiques sur son milieu professionnel. Un certain nombre de critiques défavorables, parues à l'étranger au sujet de son livre, l'amènent à invectiver ses adversaires, lors de congrès de gynécologues et d'obstétriciens et dans une série de lettres ouvertes, écrites dans les années 1861-1862, qui ne favorisent guère l'acceptation de ses idées. À une conférence de médecins et de biologistes allemands, la plupart des orateurs rejettent sa doctrine et, parmi eux, Rudolf Virchow.
Si le refus de la communauté médicale de reconnaître cette découverte a condamné à une mort tragique et inutile des milliers de jeunes mères, les idées de Semmelweis ont fini par triompher. On cite souvent son cas en exemple d'une situation où le progrès scientifique a été freiné par l'inertie des professionnels bien en place.

### Mort
En juillet 1865, Semmelweis est opportunément accusé de maladie mentale par ses collègues et interné dans un asile psychiatrique, le Niederösterreichische Landesirrenanstalt, à Wien Döbling. Il est alors battu à mort par les gardiens, qui le laissent mourir de ses blessures. Les conditions réelles de sa mort furent longtemps tenues secrètes par la communauté médicale, qui va jusqu'à affirmer qu'il se serait coupé au doigt pendant une opération et serait mort d'un empoisonnement généralisé du sang. Mais un article de H. O. Lancaster, paru dans le Journal of Medical Biography

, contredit cette affirmation :
« On a beaucoup écrit sur Semmelweis, mais l'histoire authentique de sa mort, le 13 août 1865, a dû attendre 1979, pour être confirmée par S. B. Nuland. Après quelques années, où sa santé mentale s'était détériorée, Semmelweis fut confié à un asile privé de Vienne. Là il devint violent et se fit battre par le personnel de l'asile ; si bien qu'il mourut de ses blessures quinze jours plus tard. C'était sonner le glas de ces explications théâtrales selon lesquelles il aurait été blessé et infecté au cours d'une autopsie, ce qui aurait été, si cela avait été exact, un merveilleux cas d'ironie grecque. »
Le diagnostic de dépression ou de maladie d'Alzheimer, qui a justifié l'internement, reste sujet à caution, vu la gravité du conflit de Semmelweis avec son entourage. Plus d'un siècle après les faits, confirmer ou infirmer ces diagnostics à partir des témoignages d'époque reste hasardeux.
Cinq documents, dont le rapport d'autopsie pratiquée par Rokitansky (ou un de ses assistants), prouvent que Semmelweis est décédé des suites de mauvais traitements subis lors de son internement. Ces sévices causèrent une septicémie avec de nombreux foyers infectieux, superficiels et profonds (gangrène au niveau du majeur de la main droite, pyopneumothorax et foyer infectieux métastatique du rein gauche).
C'est seulement après la mort de Semmelweis qu'est élaborée la théorie des maladies microbiennes et l'on voit maintenant en lui un pionnier des mesures d'antisepsie et de prévention des infections nosocomiales.
Le destin tragique de ce médecin visionnaire a été pris comme sujet de la thèse de médecine soutenue en 1924 — sous son vrai nom de Louis Destouches — par Louis-Ferdinand Céline,.

## Rôle historique
Milton Wainwright (en), dans une étude de 2003 intitulée The Semmelweis Legend, conteste l'originalité de Semmelweis en rappelant les faits suivants : dans les dernières années du XVIIIe siècle, Charles White avait montré que des mesures d'isolement et de propreté pouvaient prévenir radicalement la fièvre puerpérale ; les désastres qui, dans l'hôpital de Vienne, suivirent l'abandon de la méthode de White furent le point de départ des réflexions de Semmelweis ; Alexander Gordon, en 1795, reconnaissait le rôle des médecins, y compris le sien, dans la propagation de la fièvre puerpérale ; et, en 1843, Oliver Wendell Holmes avait adopté les idées de White et de Gordon, et précisé leurs conseils préventifs.
Toutefois, dans un livre paru la même année (2003) que l'étude de Milton Wainwright, Kay Codell Carter argumente de façon très détaillée (notamment contre Irvine Loudon) en faveur du mérite de Semmelweis par rapport à ses devanciers. Contrairement à ceux-ci, Semmelweis tire de ses observations la conclusion que la fièvre puerpérale a un agent unique. Cette idée ouvre la voie à l'hypothèse microbienne. Semmelweis n'est pas allé jusque-là, mais dès l'époque de sa mort, ce pas est franchi par Carl Mayrhofer, un des obstétriciens viennois convertis à ses vues. Dans les années qui suivent, l'hypothèse de la cause microbienne des maladies contagieuses, et en particulier de la fièvre puerpérale, est fréquemment présentée comme étayée par les travaux de Semmelweis.

## Hommages
Plusieurs rues portent son nom, notamment à Budapest (Semmelweis utca) et à Berlin (Semmelweisstraß).
Le 20 mars 2020, Google rend hommage à Ignace Semmelweis en le mettant à l’honneur dans son Doodle du jour.

## Œuvres
- (de) Fall von sackartiger Ausbuchtung des schwangeren Gebärmutterhalses, Wiener medizinische Wochenschrift, 1857.
- (hu) A gyermekágyi láz kóroktana (L'Étiologie de la fièvre puerpérale), Orvosi hetilap, 1858 ; no. 1 : p. 1-5 ; no. 2 : p. 17-21 ; no. 5 : p. 65-69 ; no. 6 : p. 81-84 ; no. 21 : p. 321-326 ; no. 22 : p. 337-342 ; no. 23 : p. 353-359. (Première publication de ses idées).
- (de) Die Aetiologie, der Begriff und die Prophylaxis des Kindbettfiebers. Pest-Wien-Leipzig, 1861. Réimprimé avec une nouvelle introduction par A. F. Guttmacher. New York-Londres, 1966.
- (de) Zwei offene Briefe an Dr. Ed. Casp. Jac. von Siebold und an Dr. F. W. Scanzoni, Professoren der Geburtshilfe, Vienne, 1861.
- (de) Zwei offene Briefe an Dr. Joseph Späth, Professor der Geburtshilfe an der k. k. Josephs-Akademie in Wien und an Hofrath Dr. F. W. Scanzoni, Professor der Geburtshilfe zu Würzburg, Vienne, 1861.
- (en) On the Origin and Prevention of Puerperal Fever (De l'origine et de la prévention de la fièvre puerpérale) Medical Times and Gazette, Londres, 1862 ; no. 1 : p. 601-602.
- (de) Gesammelte Werke Iena, Gustav Fischer, 1905. Édité et partiellement traduit du hongrois par Tibor Győry.

### Cinématographie
- That Mothers Might Live, ÉUA, 1938 : MGM (réalisation Fred Zinnemann), Oscar du meilleur court métrage en prises de vues réelles
- La Vie du docteur Semmelweis, Hongrie, 1939, Mester Film (réalisation André de Toth)
- Semmelweis – Retter der Mütter, RDA, 1950, DEFA (réalisation Georg C. Klaren)
- Ignaz Semmelweis – Arzt der Frauen, Allemagne/Autriche, 1987, ZDF/ORF (réalisation Michael Verhoeven)
- Semmelweis, Hollande, 1994, Humanistische Omroep Stichting (réalisation Floor Maas)
- Docteur Semmelweis, France/Pologne, 1995 (réalisation Roger Andrieux)
- Semmelweis (court métrage), ÉUA/Autriche, 2001, Belvedere Film (réalisation Jim Berry)

### Théâtre
- Semmelweis par Jens Björneboe, 1968 ; Gyldendal Norsk Forlag ; Gyldendals moderne skuespillserie, Norvège.
- Semmelweis par Ray Lustig, 2018